# Сичовська сільська рада (Смоленський район)
Сичо́вська сільська рада (рос. Сычёвский сельский совет) — сільське поселення у складі Смоленського району Алтайського краю Росії.
Адміністративний центр — село Сичовка.

## Історія
2010 року ліквідована Чорновська сільська рада (село Чорнова), територія увійшла до складу Сичовської сільради.

## Населення
Населення — 2194 особи (2019; 2355 в 2010, 2593 у 2002).

## Склад
До складу сільської ради входять:
| Населений пункт | Населення, осіб (2002) | Населення, осіб (2010) |
| --------------- | ---------------------- | ---------------------- |
| Сичовка, село   | 2227                   | 2084                   |
| Чорнова, село   | 366                    | 271                    |